# Conselho Superior do Exército
O Conselho Superior do Exército (CSE) é um órgão de conselho do Exército Português, constituindo o órgão máximo de consulta do Chefe do Estado-Maior do Exército (CEME).
O CSE é presidido pelo CEME e inclui, além deste, todos os tenentes-generais do Exército em serviço ativo nas Forças Armadas Portuguesas. Quando reúne em sessão restrita, apenas integra o CEME e os tenentes-generais em serviço no Exército. Além daqueles, podem podem ser convocados pelo CEME para integrar o CSE, sem direito a voto, outros oficiais habilitados para o tratamento de assuntos que estejam em agenda.